# Chrysotus suavis
Chrysotus suavis är en tvåvingeart som beskrevs av Friedrich Hermann Loew 1857. Chrysotus suavis ingår i släktet Chrysotus och familjen styltflugor. Arten är reproducerande i Sverige. Inga underarter finns listade i Catalogue of Life.